# David Eggby
David Eggby (* 1950 in London, England) ist ein britischer Kameramann.

## Karriere
Seine Kino-Karriere als Kameramann begann er 1979 mit dem Film Mad Max, zuvor war er seit Mitte der 1970er Jahre für das Fernsehen tätig. Es folgten mehr als 40 Film- und Fernsehproduktionen. Ein Regisseur, mit er öfter zusammenarbeitete, war Simon Wincer. 2001 wurde Eggby von der Australian Cinematographers Society als Bester Kameramann des Jahres ausgezeichnet. Des Weiteren erhielt er den Golden Tripod.

## Filmografie (Auswahl)
- 1979: Mad Max
- 1988: Kansas
- 1989: Warlock (Warlock)
- 1989: Die Jugger – Kampf der Besten (The Blood of Heroes)
- 1990: Quigley der Australier (Quigley down under)
- 1991: Harley Davidson & The Marlboro Man
- 1993: Fortress – Die Festung (Fortress)
- 1993: Dragon – Die Bruce Lee Story (Dragon: The Bruce Lee Story)
- 1993: Tommyknockers – Das Monstrum (The Tommyknockers, Fernsehfilm)
- 1994: Lightning Jack
- 1996: Dragonheart
- 1996: Daylight
- 1999: Virus – Schiff ohne Wiederkehr
- 1999: Der Diamanten-Cop (Blue Streak)
- 2000: Pitch Black – Planet der Finsternis (Pitch Black)
- 2000: Surfer Girls (Rip Girls)
- 2002: Scooby-Doo
- 2004: Eurotrip
- 2005: Im Rennstall ist das Zebra los (Racing Stripes)
- 2006: The Marine
- 2007: Underdog – Unbesiegt weil er fliegt (Underdog)
- 2008: Das Geheimnis der Mondprinzessin (The Secret of Moonacre)
- 2011: Ironclad – Bis zum letzten Krieger (Ironclad)
- 2013: Riddick: Überleben ist seine Rache (Riddick)
- 2017: 2:22 – Zeit für die Liebe (2:22)